# Massamá
Massamá era una freguesia portuguesa del municipio de Sintra, distrito de Lisboa. Forma parte de la ciudad de Queluz.  

## Historia
Fue un poblado de origen árabe cuyo nombre deriva del topónimo MACTAMA, que se traduce por lugar donde se toma buena agua o fuente. Situado a medio camino de las plazas fuertes de Lisboa y de Sintra, era en este lugra donde los antiguos guerreros, cazadores y viajeros solían parar, durante sus viajes, para descansar y para refrescarse.
Es una región muy fértil, que llegó a ser considerada una de las mejores zonas de producción de trigo del país, donde llegaron a existir seis granjas: Casal da Baratôa, Casal do Olival, Casal Gouveia, Casal do Josézito, Quinta de Pero Longo y Quinta do Porto. Su subsuelo es rico en agua, lo que servía en aquella época para abastercer a la fábrica de pólvora de Barcarena. El manantial actual de Massamá, considerado ex-libris de la freguesia, es alimentado por una minaque se encuentra en el interior de la escuela de primaria número 1 de Massamá y que forma parte de las muchas minas que había en el pasado. Cuando en el año 1747, D. Pedro III dio inicio a la construcción del Palacio de Queluz, con la colaboración del arquitecto Mateus Vicente de Olvieira y del escultor francés Jean Baptiste Robillon, se transformó la zona en un centro aristocrático. La familia real se trasladó a la zona, por lo que los campesinos tuvieron que cambiar sus hábitos de cultivar para abastecer a Lisboa teniendo que servir a la corte.
De entre las personalidades que buscaron este lugar o que se encuentran a él ligados, destacan el propio rey Pedro III, que allí disfrutaba de campañas de caza, acompañado por Ayres de Menezes y Sousa; el 1.º Visconde de Massamá, Nuno José Severo de Carvalho, cuyo título le fue concedido por D. Luis I, por Decreto de 29 de enero de 1885 y que se distinguió como Médico, Diputado de las Cortes y concejal de la Cámara de Lisboa; los Condes de Azarujinha, propietarios de la Quinta do Porto, donde más tarde nació, por iniciativa del Dr. Francisco Ribeiro de Spínola, la primera unidad industrial de Massamá -"Laboratórios Delta". Después de la inauguración de la línea de ferrocarril Sintra-Lisboa el 2 de abril de 1887, Massamá comenzó a crecer con la construcción de pequeñas casas desde la zona del manantial hasta la Rua da Milharada, estimándose una población de medio millar de personas en 1900. El extraordinario desarrollo urbanístico de Queluz en los últimos 30 años, dio origen a nuevos agrupamientos poblacionales diferenciados, autónomos y con vida propia. Massamá fue uno de estos nuevos núcleos, que tuvo un crecimiento enorme en los últimos 15 años. Por otro lado, el trazado de nuevas carreteras y de respectivos accesos, como el IC 19 y la CREL, convirtieron algunos límites de Queluz en inadecuados. Estos dos factores tuvieron como consecuencia la creciente conciencialición para la autonomía de Massamá. Se decía que sólo a través de la creación de la freguesia, podía haber un desarrollo integrado y harmonioso de un área que no se parecía ya a cualquier lugar. El santo patrón de la parroquia es San Benito.
Fue suprimida el 28 de enero de 2013, en aplicación de una resolución de la Asamblea de la República portuguesa promulgada el 16 de enero de 2013 al unirse con la freguesia de Monte Abraão, formando la nueva freguesia de Massamá e Monte Abraão.